# Ana Lía Piñeyrúa
Ana Lía Piñeyrúa Olmos (Montevideo, 23 de noviembre de 1954) es una abogada y política uruguaya que ocupó la titularidad del Ministerio de Trabajo y Seguridad Social de Uruguay entre 1995 y 1999.

## Biografía
Ana Lía Piñeyrúa nació el 23 de noviembre de 1954 en la ciudad de Montevideo; siendo la primera de las hijas del matrimonio de Bernardo Rafael Piñeyrúa, contralmirante de la Armada Nacional; y Lía Olmos, ama de casa; ambos provenientes de la ciudad de Melo. En 1960 nacería su primera y única hermana, Beatriz. 
En 1981 contrajo matrimonio con Julio Barozzi, padre de sus dos únicos hijos, Santiago, nacido en 1983; y Lucía, nacida en 1986, quien fue elegida en las elecciones internas del 2009 Convencional Departamental del Partido Nacional. Posteriormente, Piñeyrúa disuelve su vínculo matrimonial y se divorcia. 
El 27 de diciembre de 2008 contrae matrimonio en segundas nupcias con Daniel Martínez, un sociólogo de nacionalidad española.

## Ámbito político
Graduada como Abogada en la Universidad de la República, desde muy joven milita en el Partido Nacional. Tuvo una actuación destacada en el movimiento político que desembocó en el final de la dictadura militar; electa Convencional en las elecciones internas de 1982 por la agrupación ACF.
Se postula a la diputación en 1984 con la lista 2000, sin resultar electa. En las elecciones de 1989 resulta elegida diputada en la lista del Movimiento Nacional de Rocha, ocupando la banca entre 1990 y 1995. Vuelve a postularse con lista propia en 1994, sin resultar reelecta.
Entre 1987 y 1989 integró la Comisión Nacional Pro Referéndum, constituida para revocar la "Ley de Caducidad de la Pretensión Punitiva del Estado", promulgada en diciembre de 1986 para impedir el enjuiciamiento de los crímenes cometidos durante la dictadura militar en su país (1973-1985).
Durante la segunda presidencia del Dr. Julio María Sanguinetti, en el marco del gobierno de coalición, fue nombrada Ministra de Trabajo y Seguridad Social, cargo que desempeñó entre los años 1995 y 1999. Durante su periodo al frente de la cartera se realizó una importante reforma de la seguridad social.
En 1999 apoyó la precandidatura de Alberto Volonté, y luego se postuló a la diputación sin éxito.
Entre el 2000 y el 2008 fue Directora de la Organización Internacional del Trabajo en Argentina y en Bolivia.
Ha adherido al movimiento Concordia Nacional, que integra Unidad Nacional en apoyo a la candidatura de Luis Alberto Lacalle en las internas de 2009. En los comicios de octubre, Piñeyrúa fue elegida diputada, y además fue la primera suplente de Lacalle en el Senado.
Fue candidata a la Intendencia de Montevideo para las Elecciones municipales de Uruguay de 2010, obteniendo junto a Javier de Haedo, el otro candidato, el segundo lugar en los comicios de ese año; lugar que el Partido Nacional no obtenía desde la creación del Frente Amplio.
Fue precandidata blanca para las elecciones de 2014 en el ámbito del sector Unidad Nacional. Su candidatura fue lanzada el 21 de junio de 2012. Pero finalmente declinó postularse. Posteriormente decidió desvincularse de Unidad Nacional y dar su apoyo a Jorge Larrañaga para las elecciones de 2014.
Realiza un acuerdo con el sector de Jorge Gandini, y ella y el diputado Pablo Abdala se presentan juntos a la elección interna bajo la lista 250, compitiendo en Montevideo con la lista de Verónica Alonso y Pablo Iturralde. Finalmente la agrupación no sale ganadora de la elección interna, además de la derrota de Larrañaga ante Lacalle Pou. Para la elección de octubre, es la tercera suplente al senado de Larrañaga.
Desde 2017, Piñeyrúa integra la Corte Electoral.